# Phillips 66
Phillips 66 es una técnica de dinámica donde las personas deben hablar por 6 minutos en equipo, que se basa en dividir un grupo o reunión social en subgrupos de 6 personas, y hacerlos discutir sobre un tema en específico. No obstante, se obtiene una idea general de las conclusiones de cada grupo. Fue creada en 1948 por el norteamericano J. Donald Phillips, al cual se debe su nombre.